# Карл Шефер
Карл Шефер  (нім. Karl Schäfer, 17 травня 1909 — 23 квітня 1976) — австрійський фігурист, олімпійський чемпіон.

## Виступи на Олімпіадах
| Олімпіада                | Дисципліна                    | Місце     |
| ------------------------ | ----------------------------- | --------- |
| Санкт-Моріц 1928         | одиночний розряд              | 4         |
| Амстердам 1928           | плавання на 200 метрів брасом | 4 h2 r2/3 |
| Лейк-Плесід 1932         | одиночний розряд              | 1         |
| Гарміш-Партенкірхен 1936 | одиночний розряд              | 1         |